# Ogniwo guzikowe

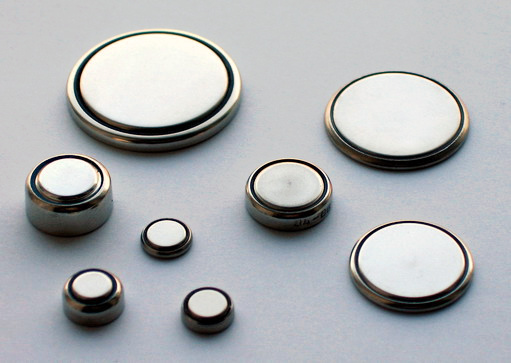
Ogniwa guzikowe

Ogniwo guzikowe – mała okrągła przenośna bateria lub akumulator, których średnica jest większa niż wysokość oraz które wykorzystane są do specjalnych celów, takich jak aparaty słuchowe, zegarki, mały sprzęt przenośny lub sprzęt do zasilania rezerwowego.